# Mimosa paucifolia
Mimosa paucifolia är en ärtväxtart som beskrevs av George Bentham. Mimosa paucifolia ingår i släktet mimosor, och familjen ärtväxter. Inga underarter finns listade i Catalogue of Life.